# Metro Kiew
Die Kiewer Metro (ukrainisch Київський метрополітен Kyjiwskyj metropoliten; russisch Киевский метрополитен), umgangssprachlich auch Підземка Pidsemka „Untergrundbahn“ genannt, wurde 1960 eröffnet und war die erste Untergrundbahn in der Ukraine und die dritte in der UdSSR. Sie ist die Hauptverkehrsader der ukrainischen Hauptstadt Kiew.

## Geschichte

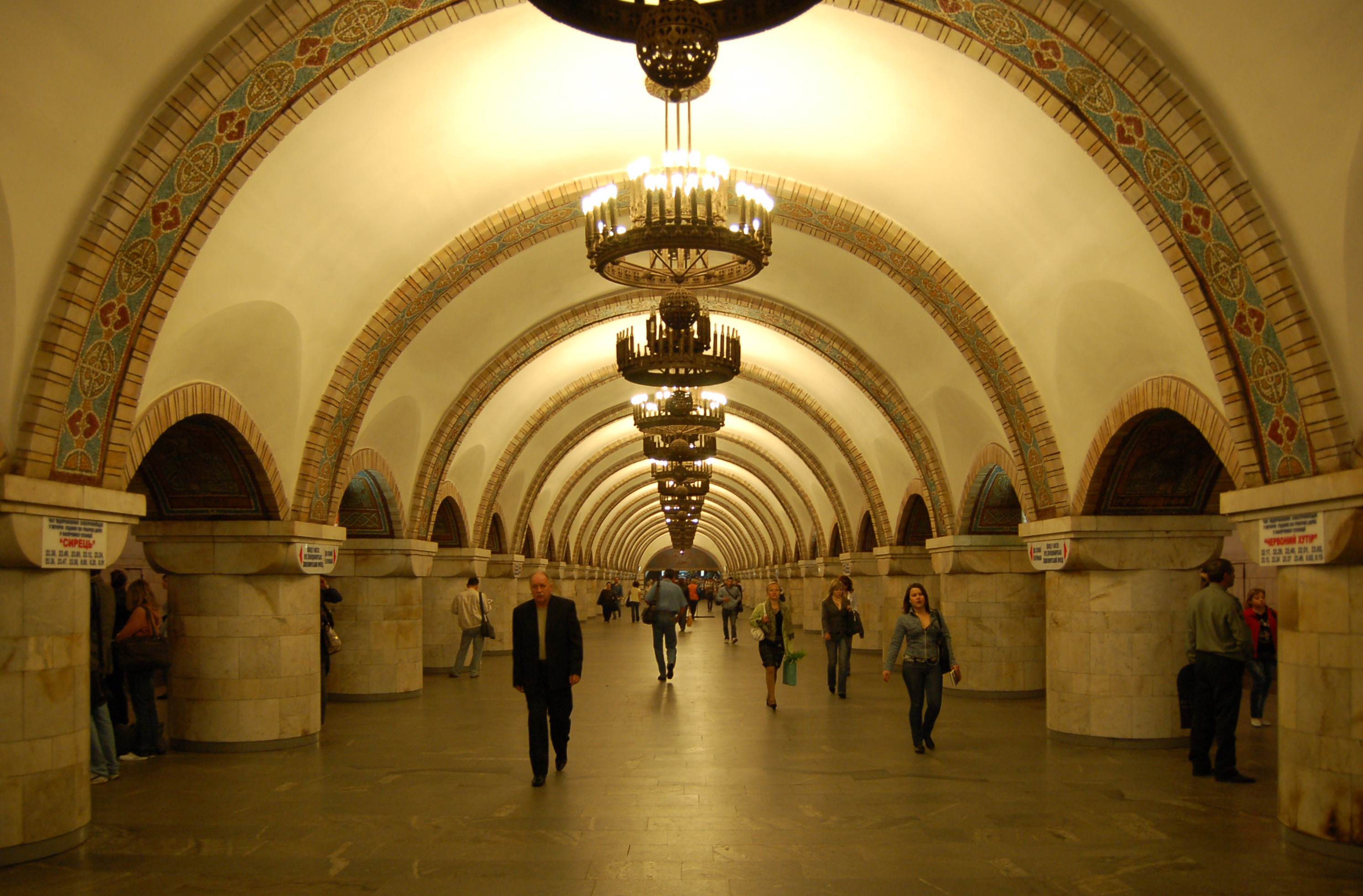
Mittelgang in der Station Soloti Worota

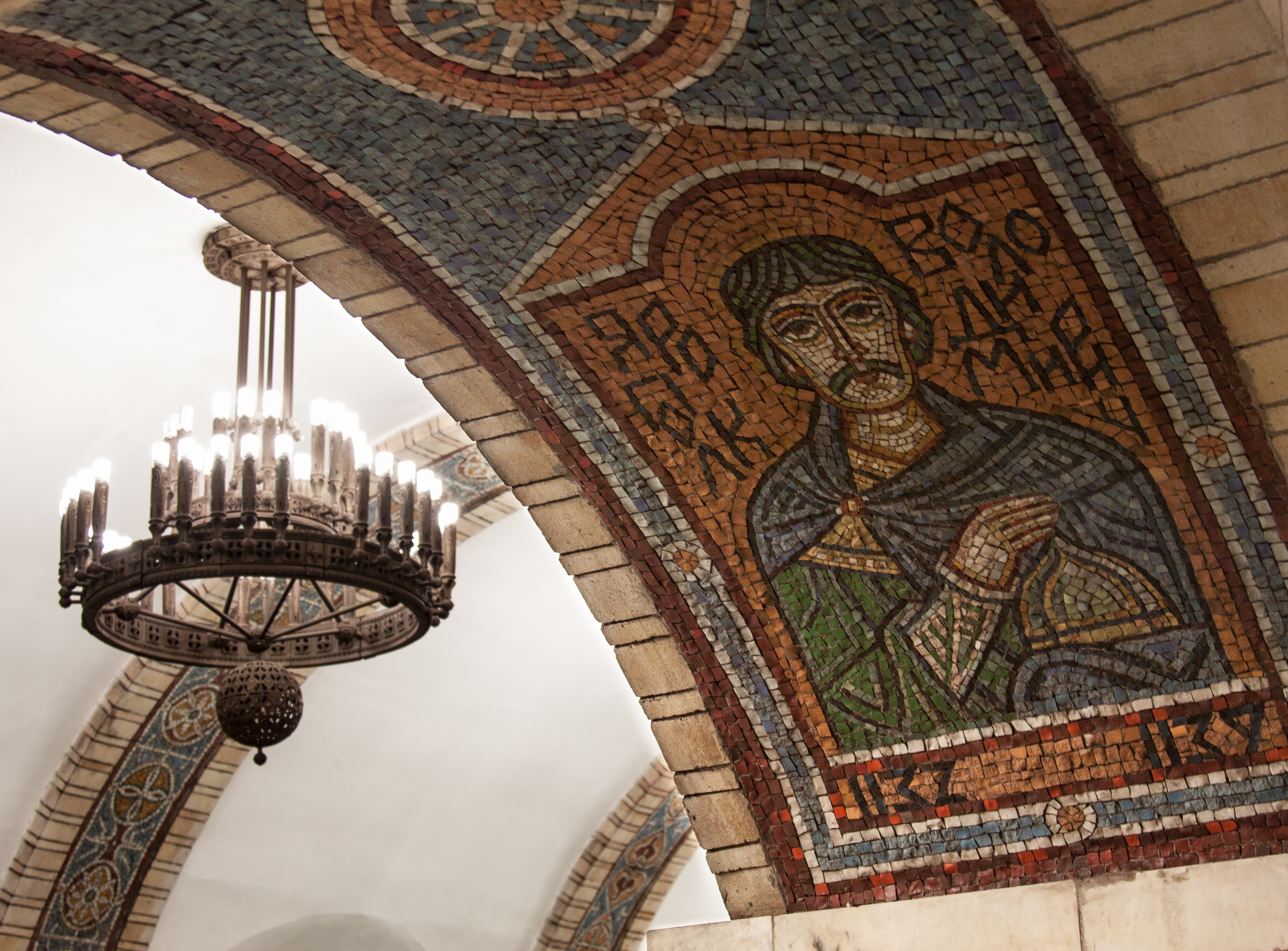
Detail der Dekoration

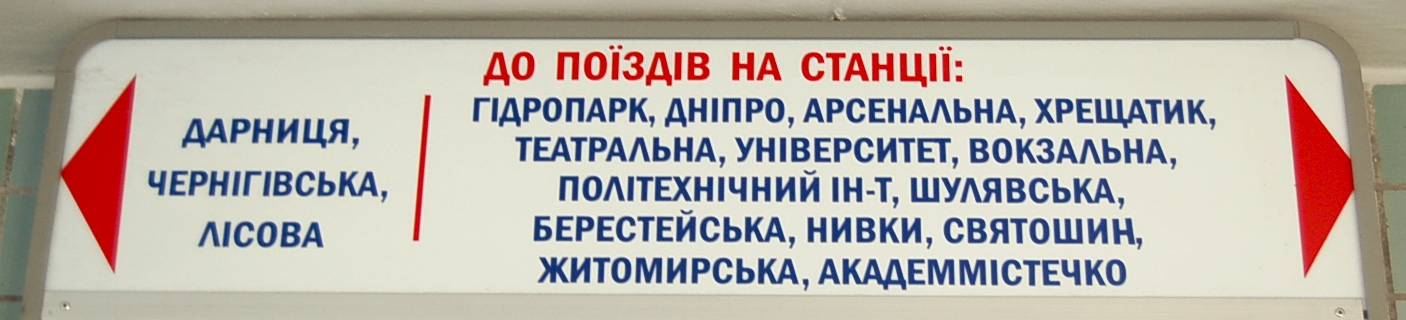
Richtungsschild an einer Metrostation der blauen Linie

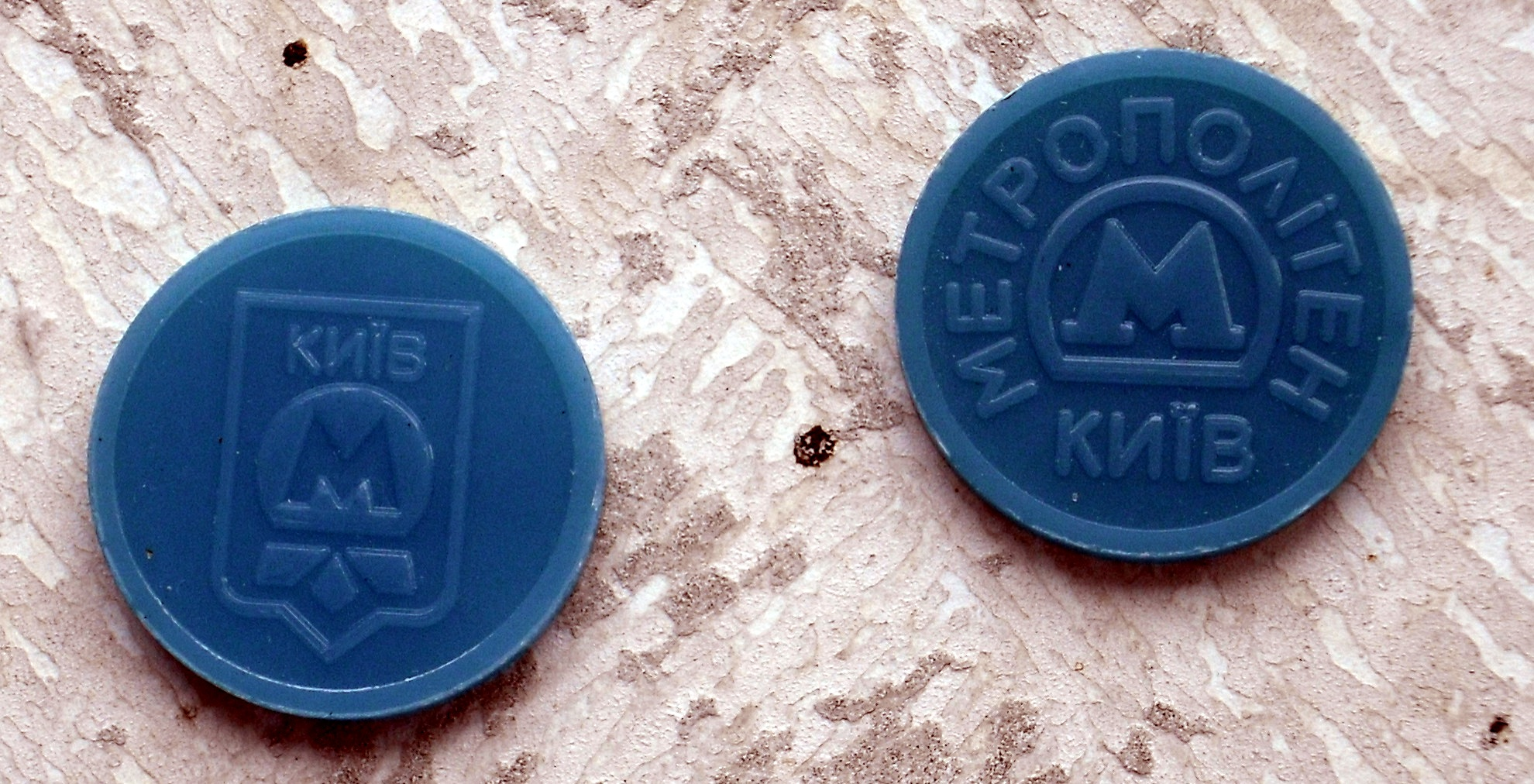
Wertmarken für die Metro

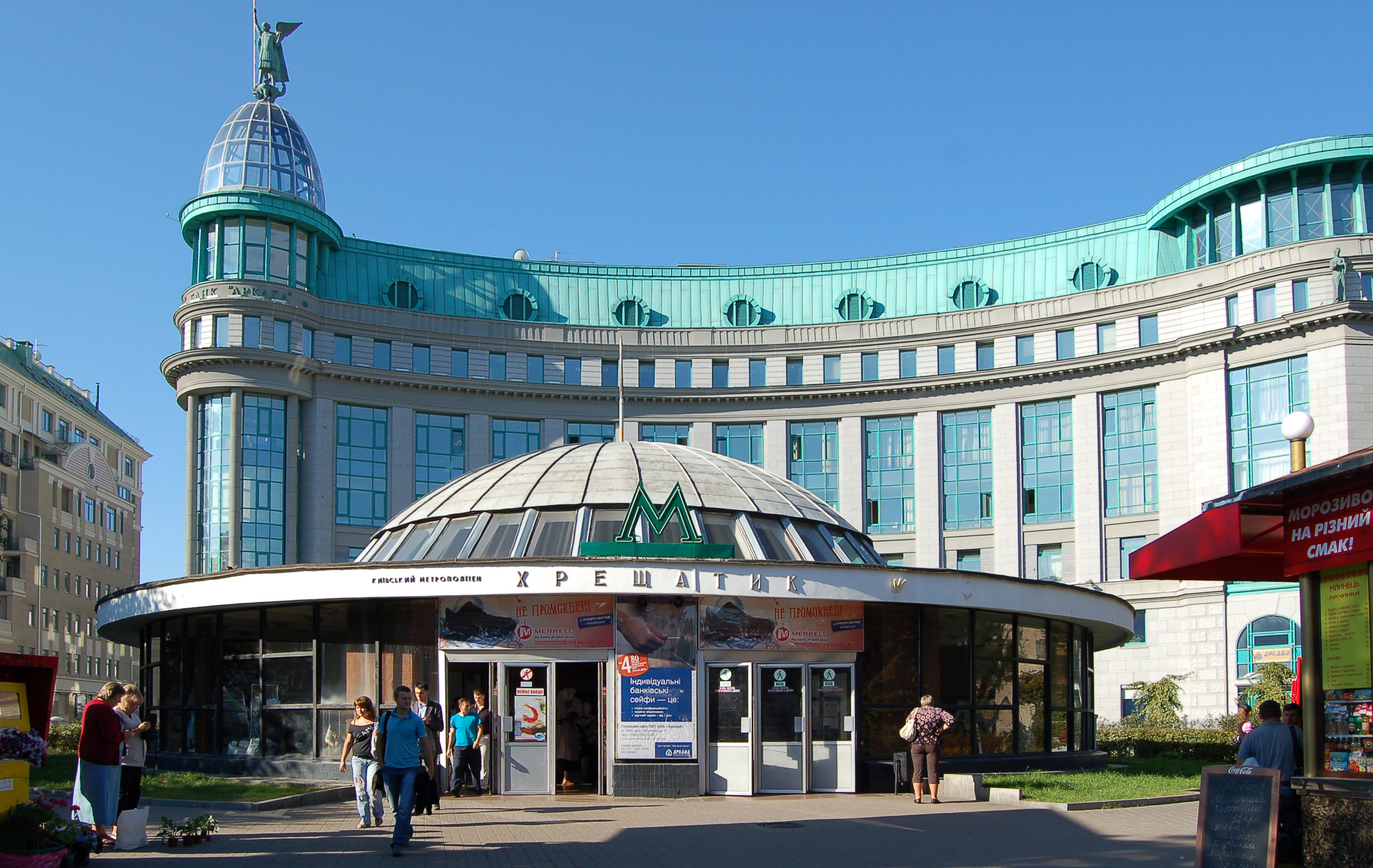
Metro-Station Chreschtschatyk

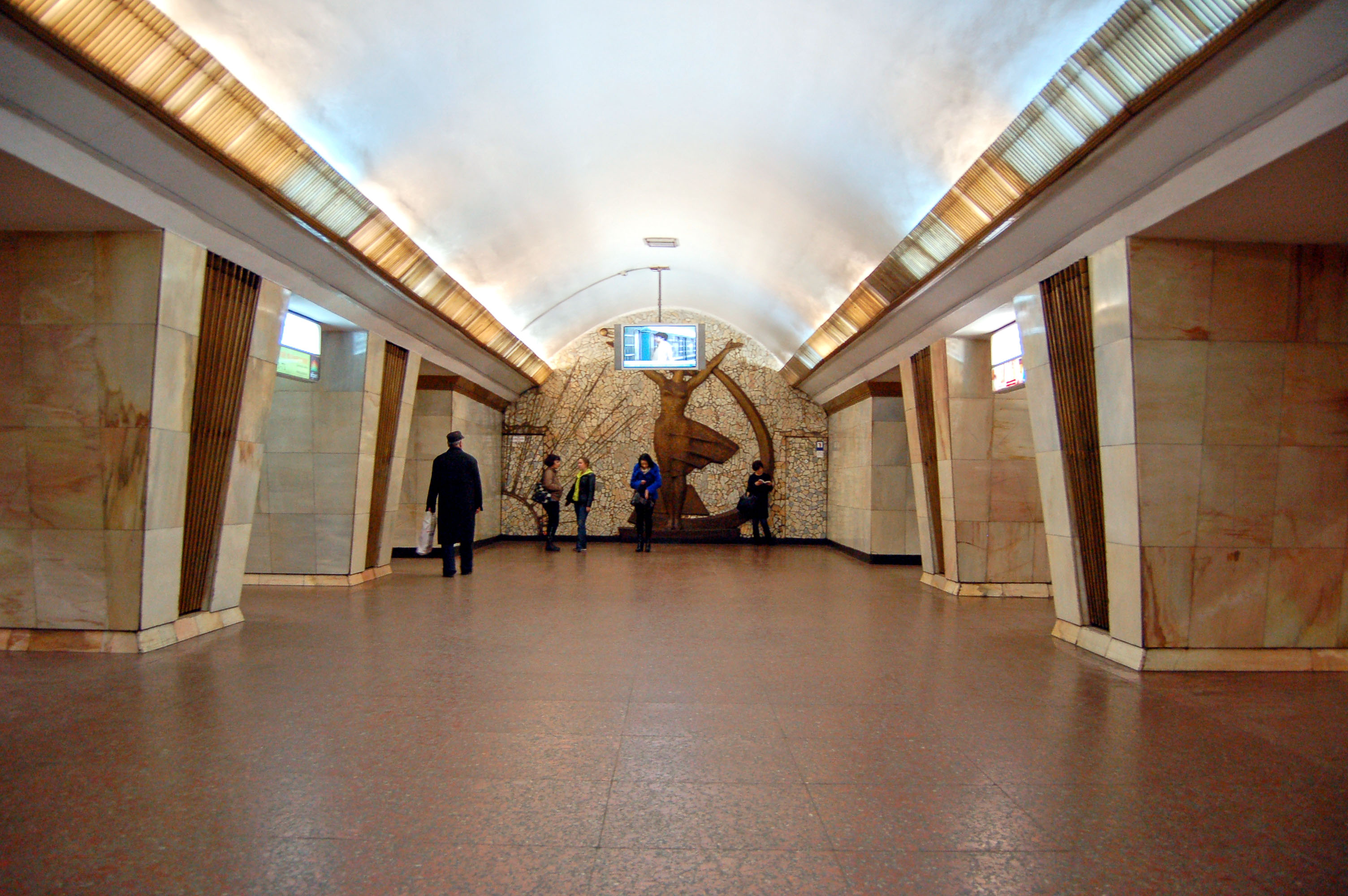
Metro-Station Politechnitschnyj Instytut

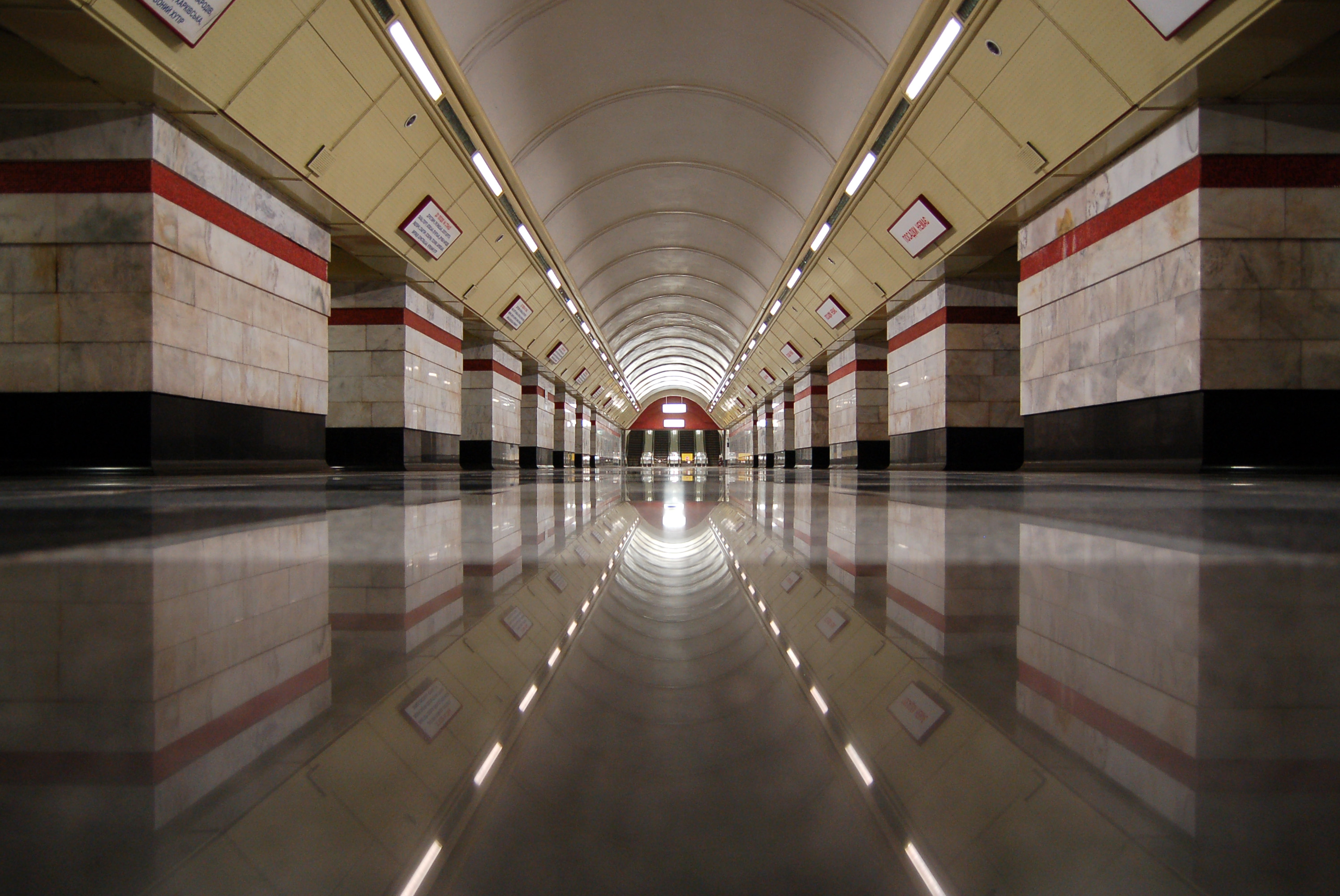
Metro-Station Syrez

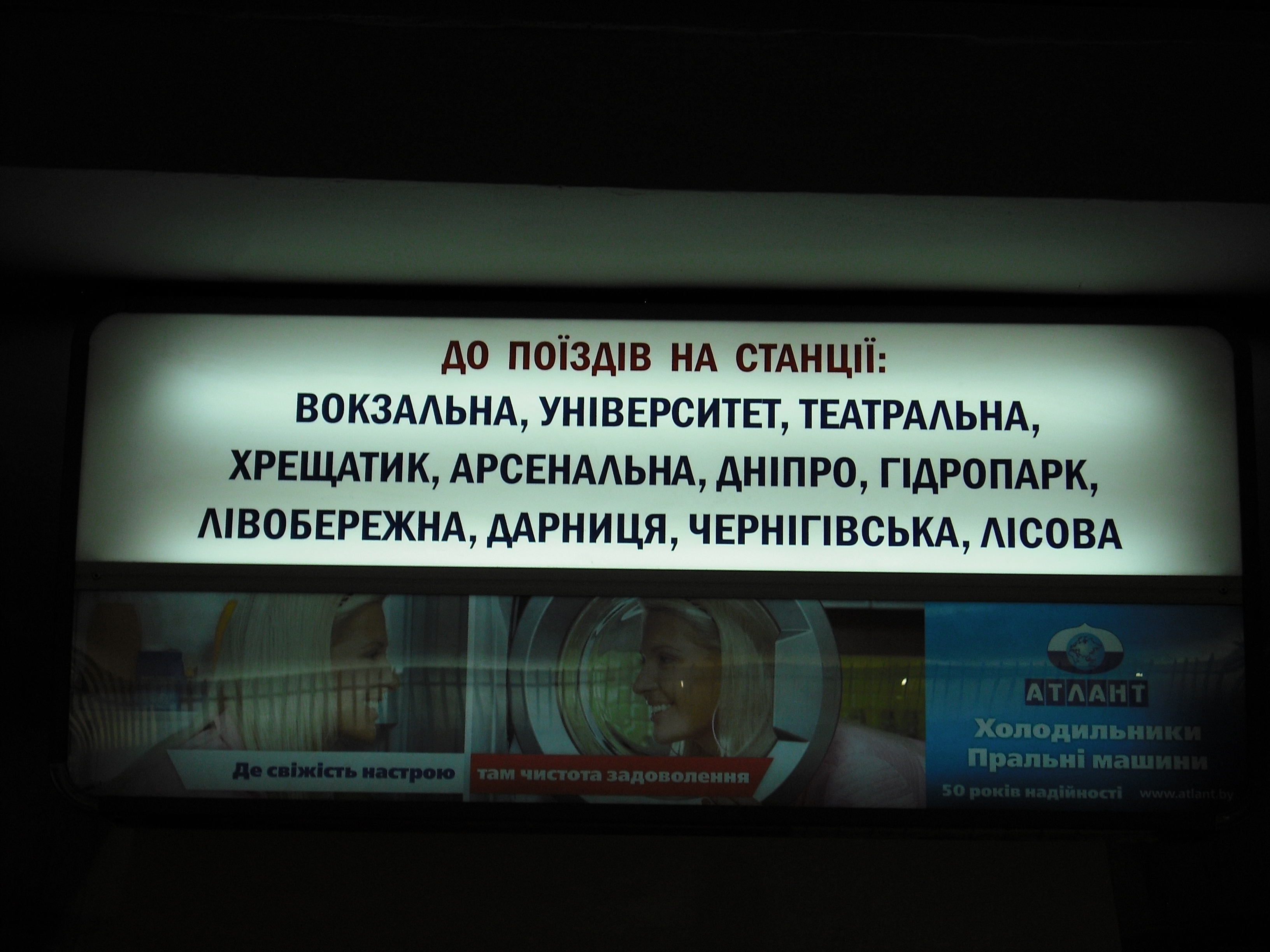
Metro-Schild

Nach der Ernennung Kiews zur Hauptstadt der Ukrainischen Sozialistischen Sowjetrepublik im Jahre 1934 hat man mit Planungen für ein Schnellbahnsystem in der Stadt begonnen. Bereits 1941 waren die Pläne für eine U-Bahn in Kiew ausgearbeitet. Durch den Zweiten Weltkrieg konnte jedoch erst 1949 die Projektgruppe gebildet werden, die den Namen „Kiewmetroprojekt“ erhielt. Damit begannen auch die ersten Bauarbeiten für das künftige Metronetz der Hauptstadt der damaligen ukrainischen Teilrepublik. Da sich das Zentrum der Stadt auf wassergesättigten Sandböden befindet, die auf ein altes Flussbett des Dnepr zurückzuführen sind, musste neben chemischen Bodenverfestigungen, Druckluft bis zu 4 bar und Vereisung auch die neue, nach den Bodenverhältnissen entwickelte Schildbohrmaschine „Kiewer Schürfscheibenbagger“ angewandt werden. Nach einer elfjährigen Bauzeit wurde am 6. November 1960 die erste Strecke mit dem Namen Swjatoschinsko–Browarska (Святошинсько–Броварська лінія) zwischen Dnipro (Дніпро) und Woksalna (Вокзальна), dem Hauptbahnhof, eröffnet. Diese 5,4 km lange Strecke führte in Ost-West-Richtung unter dem Stadtzentrum hindurch und umfasste damals fünf Stationen. Zwei Jahre später führte die auf den Plänen in Rot gekennzeichnete Linie, die seit 2006 als Linie 1 bezeichnet wird, bereits zwei Stationen weiter nach Westen bis Schuljawska (Шулявська). Wiederum zwei Jahre später, 1965, fuhren die Züge weiter gen Osten. Hier verlässt die Strecke an der Station Dnipro (Дніпро) den Tunnel, um die Dnepr-Brücke zu überqueren und dann bis nach Darnizja (Дарниця) weiterzuführen, wo der Betriebshof errichtet wurde. Bis zu diesem Zeitpunkt hatte die Metro nämlich ohne ein reguläres Depot auskommen müssen. Weitere Verlängerungen der roten Linie waren 1971 bis zur westlichen Station Swjatoschin (Святошин) und Tschernihiwska (Чернігівська) (Osten). Am 24. Mai 2003 wurde die Swjatoschinsko-Browarska-Linie um weitere 3,3 km bis zur heute westlichsten Station Akademmistetschko (Академмістечко) erweitert. Daraus resultiert die heutige (Stand 2025) Gesamtlänge der Linie von 22,7 km mit 18 Stationen.
Am 17. Dezember 1976 wurde die 3,1 km lange blaue Kureniwsko–Tscherwonoarmijska-Linie (Куренівсько–Червоноармійська лінія) zwischen dem U-Bahnhof Majdan Nesaleschnosti (Майдан Незалежності) und Kontraktowa Ploschtscha (Контрактова площа) eröffnet. Diese Linie trägt seit 2006 die Nummer 2. Eine Besonderheit ist seitdem, dass hier – im Gegensatz zu vielen anderen U-Bahn-Netzen der Welt – die jeweiligen Bahnsteige an Umsteigebahnhöfen verschiedene Namen haben. So kann man von einem Zug der Kureniwsko-Tscherwonoarmijska-Linie an der Station Majdan Nesaleschnosti zum U-Bahnhof Chreschtschatyk (Хрещатик) der roten Linie umsteigen. Weiterhin wurde die blau gekennzeichnete Linie in den 1980er Jahren deutlich verlängert. So gingen weitere Tunnelabschnitte bis zu den heutigen Endstationen Wasylkiwska (Васильківська) und Herojiw Dnipra (Героїв Дніпра) in Betrieb.
Am 31. Dezember 1989 wurde die dritte Kiewer U-Bahn-Linie mit drei Bahnhöfen zwischen Soloti Worota (Золоті ворота) und Klowska (Кловська) eröffnet. Sie bekam den Namen Syrezko–Petscherska (Сирецько–Печерська лінія) und war 3,1 km lang. Auch diese Linie wurde in den darauf folgenden Jahren mit Nachdruck ausgebaut. Die letzte Erweiterung war am 23. Mai 2008 zwischen Boryspilska (Бориспільська) und Tscherwonyj Chutir (Червоний хутір). Heute (Stand 2025) ist die grüne Linie, seit 2006 als Linie 3 bezeichnet, 23,9 km lang.
Nachdem zu Beginn der COVID-19-Pandemie in der Ukraine am 16. März 2020 die ersten Fälle von Corona-Virus-Infektionen in Kiew auftraten, war auf Anordnung des Präsidenten Wolodymyr Selenskyj die Metro Kiew vom 18. März 2020 bis zum 25. Mai 2020 geschlossen.
In Zusammenhang mit der Schlacht um Kiew beim russischen Überfall auf die Ukraine im Frühjahr 2022 wurden Metrostationen zu Luftschutzräumen.
Zu den führenden Architekten des Kiewmetroprojekts (ab 1994 PI Ukrmetrotonnelprojekt) gehörte Tamara Alexejewna Zelikowskaja.

### Chronik der Streckeneröffnungen
| Datum             | Linie | Abschnitt                                       | +Strecke | =Strecke |
| 6. November 1960  | S-B   | Woksalna ↔ Dnipro                               | 5,2 km   | 5,2 km   |
| 5. November 1963  | S-B   | Woksalna ↔ Schuljawska                          | 3,3 km   | 8,5 km   |
| 5. November 1965  | S-B   | Dnipro ↔ Darnyzja                               | 4,2 km   | 12,7 km  |
| 4. Oktober 1968   | S-B   | Darnyzja ↔ Tschernihiwska                       | 1,3 km   | 14,0 km  |
| 5. November 1971  | S-B   | Schuljawska ↔ Swjatoschyn                       | 4,2 km   | 18,2 km  |
| 17. Dezember 1976 | K-T   | Majdan Nesaleschnosti ↔ Kontraktowa Ploschtscha | 2,3 km   | 20,5 km  |
| 5. Dezember 1979  | S-B   | Tschernihiwska ↔ Lissowa                        | 1,2 km   | 21,7 km  |
| 19. Dezember 1980 | K-T   | Kontraktowa Ploschtscha ↔ Obolon                | 4,4 km   | 26,1 km  |
| 19. Dezember 1981 | K-T   | Majdan Nesaleschnosti ↔ Respublikanskyj Stadion | 2,1 km   | 28,2 km  |
| 6. November 1982  | K-T   | Obolon ↔ Herojiw Dnipra                         | 2,2 km   | 30,4 km  |
| 30. Dezember 1984 | K-T   | Respublikanskyj Stadion ↔ Lybidska              | 2,3 km   | 32,7 km  |
| 31. Dezember 1989 | S-P   | Soloti Worota ↔ Klowska                         | 1,9 km   | 34,6 km  |
| 29. Dezember 1991 | S-P   | Klowska ↔ Wydubytschi                           | 4,4 km   | 39,0 km  |
| 30. Dezember 1992 | S-P   | Wydubytschi ↔ Osokorki                          | 4,2 km   | 43,2 km  |
| 30. Dezember 1994 | S-P   | Osokorki ↔ Charkiwska                           | 2,6 km   | 45,8 km  |
| 30. Dezember 1996 | S-P   | Soloti Worota ↔ Lukjaniwska                     | 3,1 km   | 48,9 km  |
| 30. März 2000     | S-P   | Lukjaniwska ↔ Dorohoschytschi                   | 2,7 km   | 51,6 km  |
| 24. Mai 2003      | S-B   | Swjatoschyn ↔ Akademmistetschko                 | 3,3 km   | 54,9 km  |
| 14. Oktober 2004  | S-P   | Dorohoschytschi ↔ Syrez                         | 1,4 km   | 56,3 km  |
| 23. August 2005   | S-P   | Charkiwska ↔ Boryspilska                        | 2,5 km   | 58,8 km  |
| 23. Mai 2008      | S-P   | Boryspilska ↔ Tscherwonyj Chutir                | 1,1 km   | 59,9 km  |
| 15. Dezember 2010 | K-T   | Lybidska ↔ Wasylkiwska                          | 3,8 km   | 63,7 km  |
| 27. Dezember 2011 | K-T   | Wasylkiwska ↔ Wystawkowyj Zentr                 | 1,48 km  | 65,18 km |
| 25. Oktober 2012  | K-T   | Wystawkowyj Zentr ↔ Ipodrom                     | 0,92 km  | 66,1 km  |
| 6. November 2013  | K-T   | Ipodrom ↔ Teremky                               | 1,5 km   | 67,6 km  |

## Linien
Die Metro hat drei Linien mit 52 Stationen und etwa 67,6 km Länge:
| Linie              | Farbe | Strecke                   | Eröffnung | Länge    | Stationen | Fahrzeit |
| Sviatoshyn-Brovary | Rot   | Akademmistechko ↔ Lisova  | 1960      | 22,8 km  | 18        | 38m      |
| Obolon-Teremky     | Blau  | Heroiv Dnipra ↔ Teremky   | 1976      | 20,95 km | 18        | 34m      |
| Syretsko-Pecherska | Grün  | Syrets ↔ Chervonyi Khutir | 1989      | 23,9 km  | 16        | 32m      |

 In der Hauptverkehrszeit wird im 90-Sekunden-Takt gefahren.

## Stationen

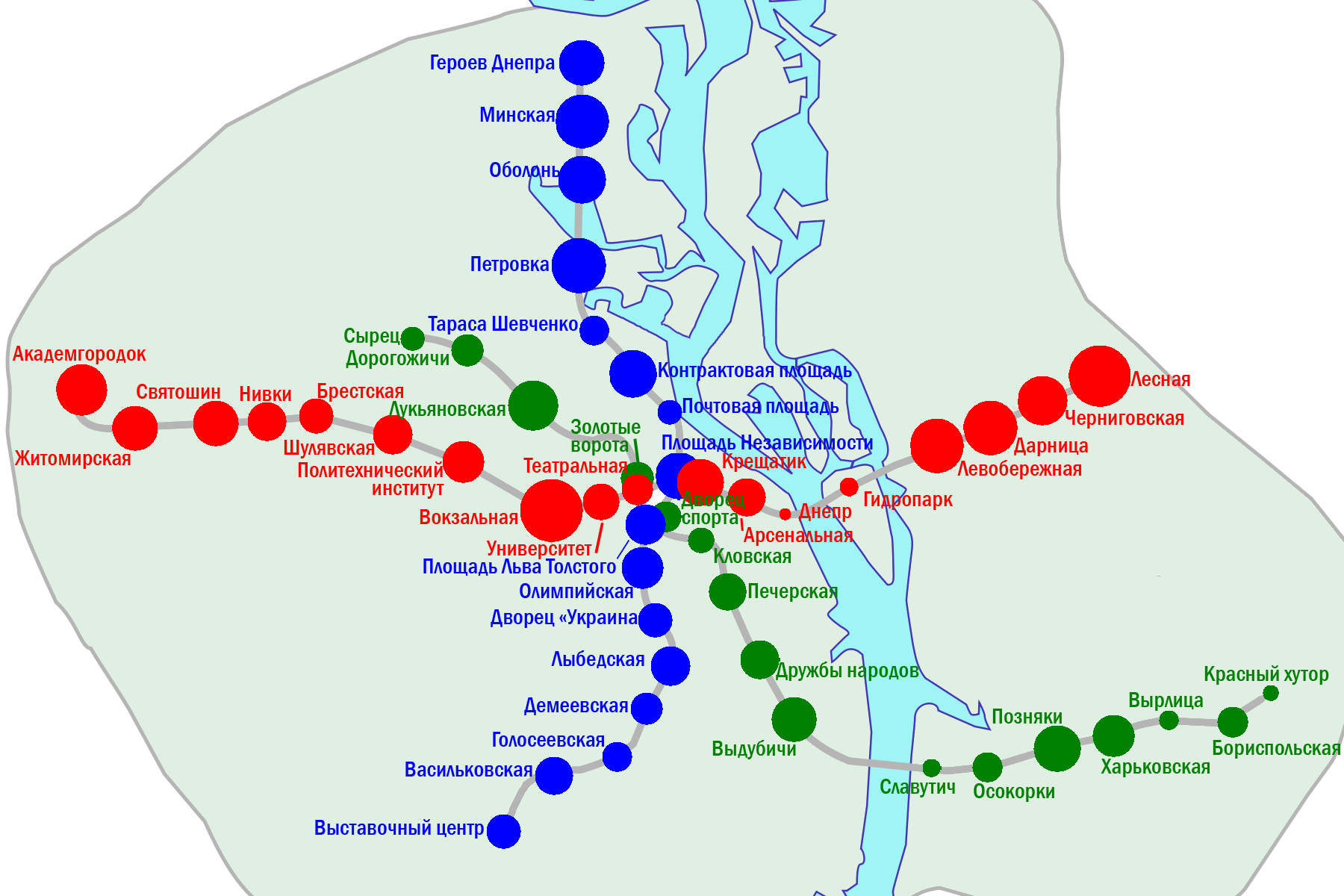
Verkehrslast der Stationen (2012)

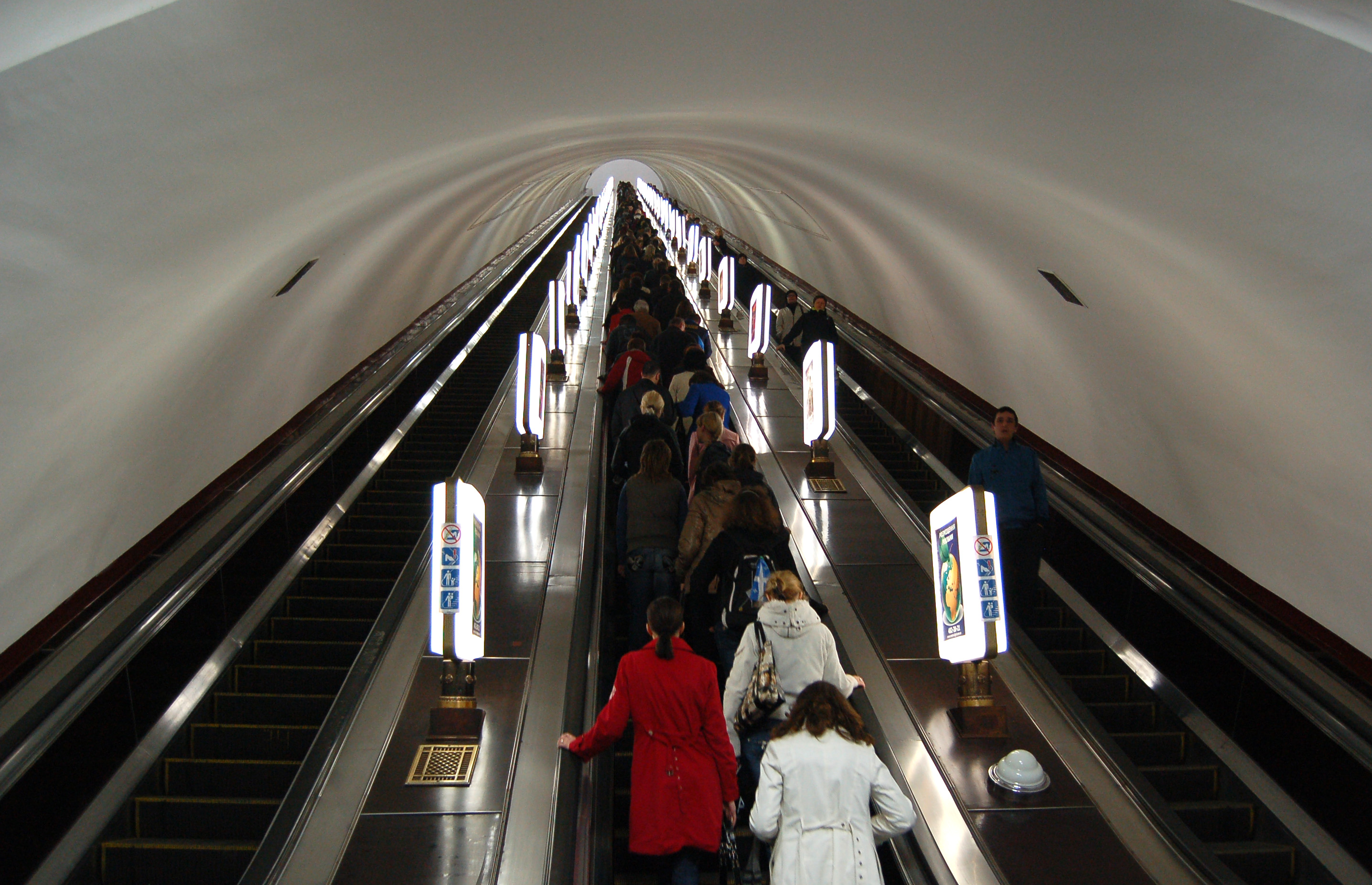
Rolltreppen der Station Teatralna der Swjatoschinsko–Browarska-Linie

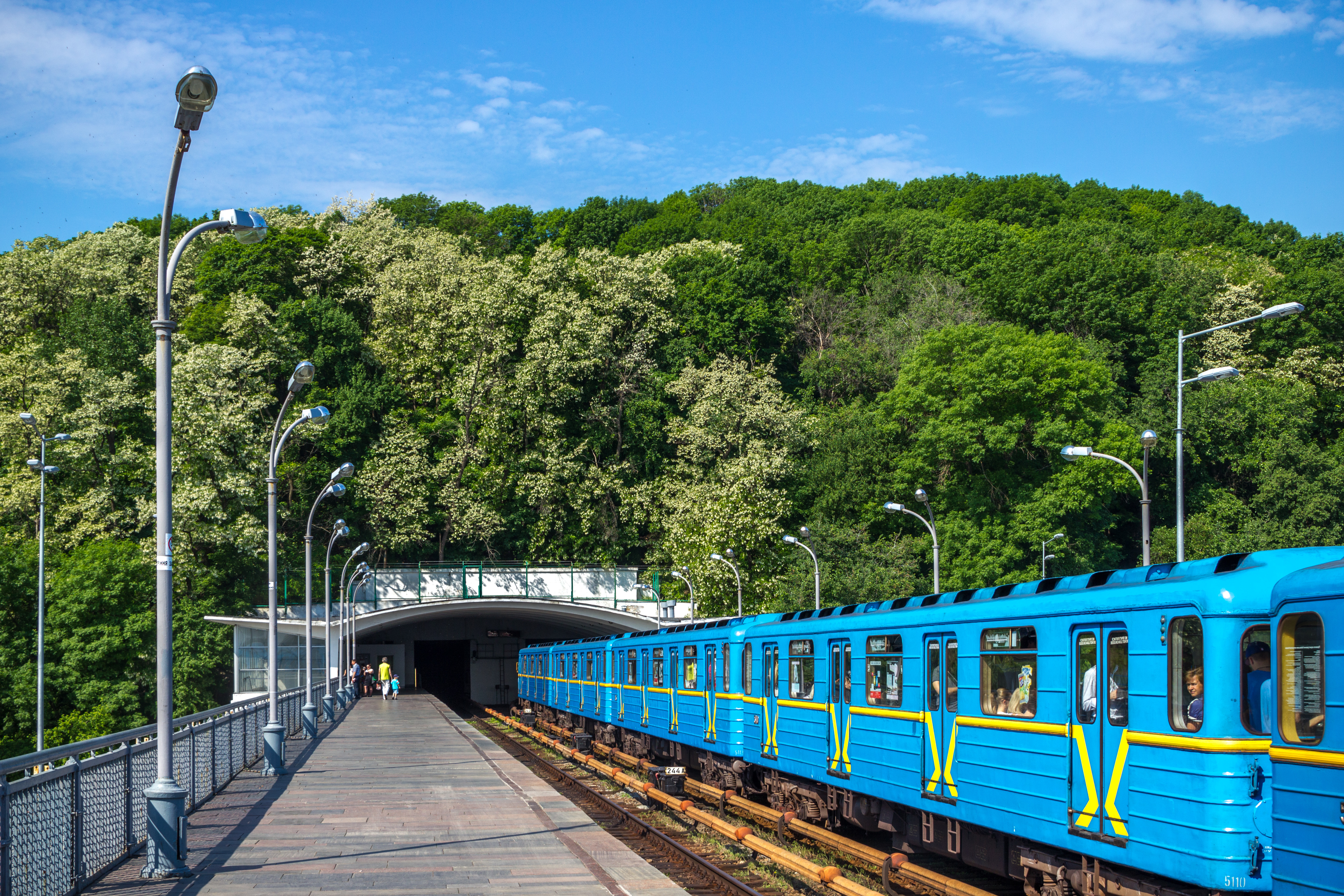
Station Dnipro

Ähnlich der Moskauer Metro und anderen Metrosystemen der ehemaligen Sowjetunion wurden in Kiew viele U-Bahn-Stationen als 3-Röhren-Stationen angelegt und liegen teilweise sehr tief unter der Erdoberfläche. Die Lage ergibt sich aus der Topographie Kiews. An der Station Dnipro musste ungefähr das Höhenniveau des Dnepr erreicht werden, um diesen mit einer Brücke queren zu können. Das rechte Ufer ragt jedoch bis 80 m über den Dnepr auf. Aufgrund der kurzen Haltestellenabstände konnte durch Steigungen kein nennenswerter Höhenunterschied gewonnen werden. Diese Gegebenheiten erzwangen bei der Planung und Realisierung des ersten Bauabschnitts der Metro die tiefe Lage der Stationen, die gleichzeitig auch als Schutzeinrichtung in Kriegszeiten genutzt werden können. Mit rund 105 Metern unter der Oberfläche gehört der U-Bahnhof Arsenalna (Арсенальна) zu den tiefstgelegenen der Welt. Daher sind diese Tunnelstationen mit ungewöhnlich langen Rolltreppen ausgestattet; die längste überbrückt einen Höhenunterschied von rund 65 Metern. Da dies zur Überbrückung der Höhenunterschiede in vielen Fällen nicht ausreichte, haben einige Stationen eine durch ein Zwischengeschoss geteilte Rolltreppenanlage. Die Zwischengeschosse wurden an der Erdoberfläche montiert und dann in den Schacht abgesenkt. Dieses zuerst 1958 beim Bau der Station Universität angewandte Verfahren war neu im sowjetischen Metrobau. Lediglich die Stationen der Swjatoschinsko–Brovarska-Linie östlich des Dneprs und die am Westufer des Flusses liegende Haltestelle Dnipro (Дніпро) sind in Hochlage ausgeführt.
Die ersten Stationen, die in den 1960er Jahren eröffnet wurden, sind mit aufwändiger architektonischer Ausgestaltung versehen, die Elemente des Nachkriegsstalinismus mit denen der traditionellen ukrainischen Kultur verband. Dies ist vor allem bei den im Zentrum liegenden Stationen der Swjatoschinsko–Brovarska-Linie der Fall. So sollten diese im Tunnel liegenden Stationen mit ihrer monumentalen Architektur und ihren Verzierungen den Stolz der Arbeiterklasse ausstrahlen und Aspekte der ukrainischen Kultur wiedergeben. Oftmals sind diese Stationen auch in den Verteilergeschossen passagenartig ausgestaltet, so dass man dort auch ein vielfältiges Warenangebot in den dort befindlichen Läden vorfinden kann.
Mitte der 1960er Jahre übernahm die Funktionalität entscheidenden Einfluss auf die Architektur der Metro in Kiew. Erst in den 1970er Jahren wurde die Anwendung der dekorativen Architektur wieder begonnen, um eine schnelle Wiederaufnahme des alten Architekturstils zu erreichen. Die Stationen neueren Datums heben sich mit ihren dem Futurismus ähnelnden Gestaltungsmerkmalen deutlich von der Architektur und Gestaltung der sowjetischen Metrostationen ab, obgleich die Anordnung von Zugängen und Rolltreppen beibehalten wurde. Damit haben die Stationen der Kiewer Metro eine recht abwechslungsreiche Architektur, die von traditioneller sowjetischer bis hin zu moderner Metro-Architektur reicht. Sämtliche Stationen haben eine ukrainische und eine russische Bezeichnung (Name nur in kyrillisch in der Station).
Zumeist haben die Stationen nur einen Ausgang. Die Bahnhofsnamen werden pro Strecke vergeben; Kreuzen sich zwei Strecken, so hat jeder Bahnsteig (Bahnhof einer Strecke) einen eigenen Namen. Diese Ausgänge liegen auch weit voneinander entfernt.

## Fahrzeuge

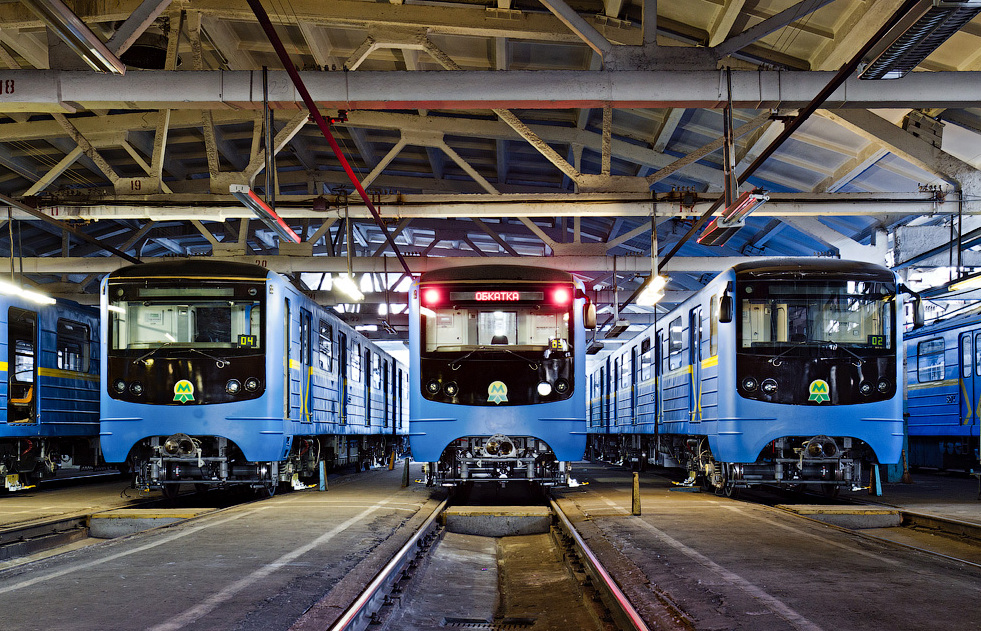
Typ Е-КМ (81-7080) der Kiewer Metro

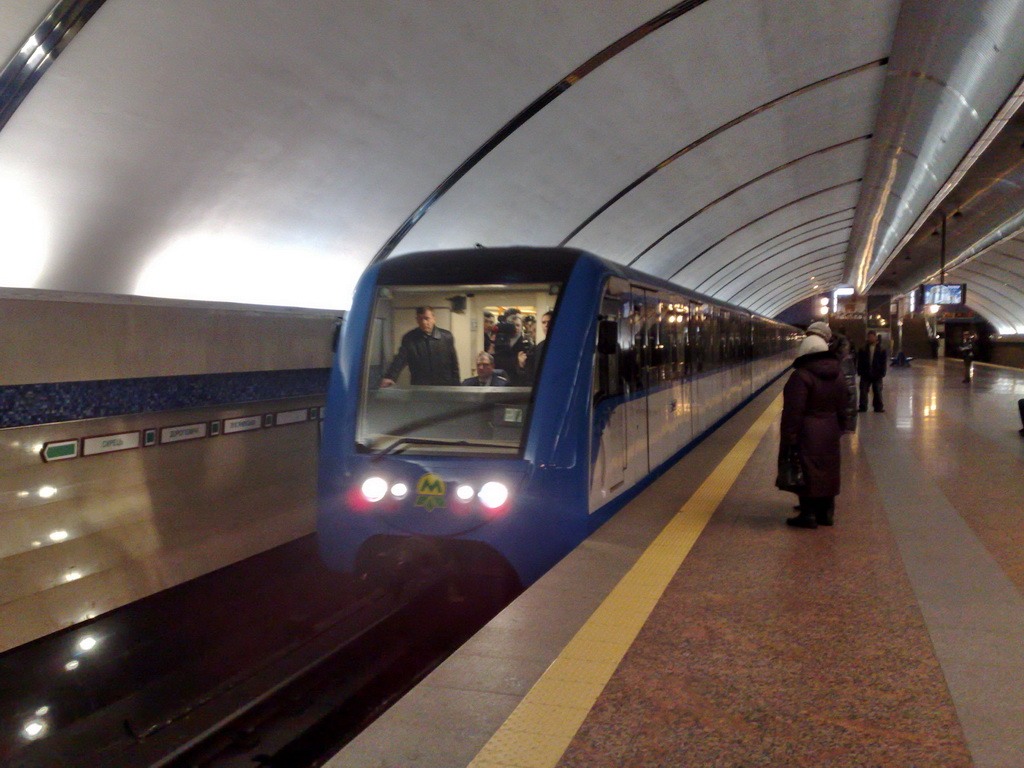
Zugtyp 81-7021 (Waggonbau Krjukiw) in der Station Boryspilska

Der Fahrzeugpark der Metro Kiew umfasst rund 600 Wagen. Eingesetzt werden dabei hauptsächlich die Wagentypen 81-717/714, die auch in anderen U-Bahn-Netzen der ehemaligen Sowjetunion zu finden sind. Die Fahrzeuge dieser Generation haben eine Länge von 18,17 m, verfügen über vier Doppelschiebetüren pro Seite, 44 Sitz- und 22 Stehplätze und weisen eine Motorleistung von 110 kW auf. Die Kiewer Variante dieses Typs zeichnet sich durch eine blaue Lackierung mit einem gelben Streifen unterhalb der Fenster aus. Weitere verwendete Baureihen sind unter anderem Züge der Typen „E“ und „Еж“.
Daneben ist eine zweite, neuere Fahrzeuggeneration in Erprobung, deren Wagen die Typenbezeichnungen 81-553, 81-554 und 81-555 tragen. Diese Generation wird von dem Unternehmen Wagonmasch aus Sankt Petersburg hergestellt und weist erhebliche technische Verbesserungen gegenüber der ersten Serie auf. So wurde die Motorleistung auf 170 kW erhöht, der Strombedarf um 30 % verringert und die Bremsenergie zur Stromrückgewinnung genutzt. Außerdem wurde die Geräuschentwicklung verringert. Für den Benutzer der Metro sind diese Wagen durch einen moderneren Innenraum erkennbar. Die Fahrzeugsteuerung wird nun teilweise von Computersystemen übernommen.
Die U-Bahnen Kiews fahren in 5-Wagen-Formationen und können damit 330 Passagiere pro Fahrzeug aufnehmen. Alle Fahrzeuge haben die in der ehemaligen Sowjetunion übliche Breitspur von 1520 mm, die Stromversorgung findet über eine Stromschiene mit einer Spannung von 825 Volt Gleichstrom statt.
In Zukunft ist der Bau von Doppeltriebzügen in Leichtbauweise in der ukrainischen Waggonfabrik Krjukiw in Krementschuk geplant. Das Werk hat bereits seit Ende 2003 Aufträge für die U-Bahn in Kiew erfüllt, die sich bisher jedoch lediglich auf Rolltreppen beschränkten, Erfahrungen im Bau von U-Bahn-Fahrzeugen kann das Unternehmen noch nicht vorweisen. Diese Aufträge sollen die Abhängigkeit der ukrainischen Metro von russischen Waggonbaufabriken reduzieren.

## Museum
Ein kleines Museum am U-Bahnhof Politechnitschnij Institut (Політехнічний інститут) informiert über Planung, Bau und Betrieb des ukrainischen Metronetzes. Ausgestellt sind sowohl alte Fotografien, Fahrscheine als auch kleine Stationsmodelle sowie Gleisteile. Das Museum hat an vier Tagen der Woche geöffnet.

## Zukunftsplanungen
Die Kiewer Metro wird seit Ende der 1990er Jahre wieder ausgebaut, offiziell belaufen sich die Zahlen auf einen bis drei weitere Kilometer U-Bahn-Strecke pro Jahr. Das Kiewer Stadtparlament hat 2005 einen Entwicklungsplan für das städtische Verkehrsnetz bis 2020 bestätigt, wonach auch weiterhin ein umfassender Ausbau der Metro zu erwarten ist, der mit einem Investitionsaufwand von 4,8 Milliarden Ukrainische Hrywnja (rund 790 Millionen Euro) verbunden ist.
Während die rote Linie als fertig ausgebaut gilt, wurde die blaue Nord-Süd-Linie erweitert und sollte ab 2009 bis Wystawkowyj Zentr führen. Die Bauarbeiten begannen dort 2002. Es wurden (Stand 2013) noch zwei weitere Stationen angefügt, „Ipodrom“ und „Teremky“. Bis 2009 soll eine weitere Station mit dem Namen Wynogradar der grünen Linie in Betrieb gehen. Längerfristig sind zwei neue Linien geplant. Zum einen ist eine neue Ost-West-Linie vorgesehen, die auch den Dnepr queren soll. Diese soll den Namen Podilsko-Wyhuriwska (Подільсько-Вигурівська лінія) erhalten und die braune Linienkennfarbe zugewiesen bekommen. Ein Teil der geplanten Strecke dieser Linie ist bereits durch eine Schnellstraßenbahn abgedeckt. Erst bei Überlastung dieser wird über den Bau der neuen U-Bahn-Strecke entschieden. Die zweite neue U-Bahn-Strecke soll eine neue Nord-Süd-Linie sein, die ausschließlich die östliche Flussseite erschließen wird. Außerdem sollen die grüne und die blaue Linie weiter ausgebaut werden. Bei der blauen Linie ist südlich eine Verzweigung geplant.
Im Jahr 2010 beförderte die U-Bahn der ukrainischen Hauptstadt rund 504 Millionen Fahrgäste, Planungen seitens des Stadtparlaments sehen eine Erhöhung der Passagierzahlen auf 690 Millionen pro Jahr vor. Damit stiege der Anteil der Metro am städtischen Nahverkehr von 36,5 % im Jahr 2004 auf 42,5 % im Jahr 2010 an.